# Álombrigád
Az Álombrigád a Mafilm Játékfilmstúdió (Hunnia Filmstúdió) és a Társulás Stúdió gyártásában 1983-ban forgatott magyar filmszatíra, Jeles András forgatókönyvéből és rendezésében. Dramaturgja Fábry Sándor, operatőre Kardos Sándor. A körülötte keltett botrány miatt a forgatás után betiltották, és csak  1989-ben engedték bemutatni.

## Története
"Az utolsó termelési film" részben a (főleg a sztálinista korszakban dívó) műfaj paródiája is, egy eltorzult társadalom pillanatképekből egybeeszkábált, szatirikus rajzát nyújtja. A Kádár-korszak utoljára dobozba zárt, betiltott (játék)filmje, mely csak a rendszerváltáskor kezdetén, 1989-ben került a mozikba.
Részben a film körüli anomáliák szolgáltatták az ürügyet arra, hogy az 1981-ben alakult, a gyártást végző Társulás Stúdiót 1985-ben feloszlatták. Az évekig tartó elutasítás okán tiltakozásképp Jeles András rendező az 1989-ben odaítélt Balázs Béla-díjat nem fogadta el, csak 1992-ben vette át.
Az alapjául szolgáló filmnovella munkacíme Mesteremberek volt. Amatőr szereplőkön túl hivatásos színészek, ill. a korszak népszerű szórakoztatóipari nagyságai, operettsztárjai, slágerénekesei (Rátonyi Róbert, Vámosi János) is feltűnnek.

## Jellemzői
A sajátos panoráma munkásoktól kezdve értelmiségieken és művészeken át a politikai elöljárókig mutatja be – vagy inkább (gyakran szó szerinti értelemben) – villantja fel a szocialista Magyarország renyhe báját, hamis nosztalgiáit, gagyiságát, szellemi pótszereit.
Az önmagában nem túl bonyolult cselekményt mégis nehéz nyomon követni, mert minduntalan szürreális képi és hanghatások, abszurd betétek, szándékosan oda nem illő jelenetek, groteszk álmok, idegen nyelvű szövegrészek, vagy épp filmes idézetek (pl. Andrej Rubljov) szakítják meg. Az olykor csak másodpercnyi bevágásokkal operálva képet kaphatunk a szocialista Magyarország nyomasztó és kisszerű mindennapjairól, a propaganda szintjén dicsőítetett munkásosztály kulturális és anyagi elmaradottságáról, a silány tömegszórakoztatásról, az egész társadalomban jelen lévő alkoholizmusról, a szocialista realizmus művészeti zsákutcájáról.
Filmvászon és hétköznapi valóság egymásba játszását, a korabeli nézőket uraló és befolyásoló állampárti médiumok (központi televízió, rádió, gondosan válogatott mozifilmek) áttételes kritikája is felbukkan. Távolságtartással, idézőjelesen, történelmi felhangokkal – a filmben kevés a direkt konkrét (politikai) utalás, ám az a kevés is elég volt a betiltáshoz. Így a munkásosztály ironikus ábrázolásán túl maga Lenin elvtárs is feltűnik az 56. percben, akit a vállalati portás táskaellenőrzésnek vet alá, mert gyári szarkának gyanítja...
A történelmi utalások egyik legpregnánsabb jelenete a filmvászonról lejövő szkíta harcosok felbukkanása a gyári zuhanyozóban, ahol lóháton a pucér és "habtestű" férfimunkások között randalíroznának. Ámde jön az adekvát munkaköpenyes takarítónő és "Szarnak a törökök!" rikácsolás közepette kikergeti a lovas vitézeket.

## Cselekmény
Gyári munkások amatőr színtársulatot szerveznek, hogy előadjanak egy szovjet darabot, Gelman Prémiumát, amihez hivatásos színészek segítségét kérik. A rendező pedig egy levitézlett alkoholista, a "parkolópályára kényszerített tehetség" tipikus figurája. A brigádvezető ötlete előre nem látott bonyodalmakhoz vezet, a művészi kérdésekkel szembesülő munkások mindennapjait felkavarják a próbák során tanultak. Mindennek tetejébe az egész kezdeményezés (a darab szerint a munkások tiltakozásképp lemondanak a prémiumról, így küzdvén az igazukért) kivívja a vezetők rosszallását.

## Szereplők
Főszereplők
- Rátonyi Róbert – Narrátor (hangja)
- Szirtes Ádám – Czuczor
- Patai István – Duba elvtárs
- Láng Tibor – Oláh Gyula
- Ambrus András
- Bezerédi Zoltán
- Dánffy Sándor
- Kiss Jenő
- Kránitz Lajos
- Lencz György
- Szegő Zsuzsa
- Szersén Gyula
- Ujréti László
- Vámosi János
- Németh Mihály

További szereplők
Ajtai Andor György, Angyal Lajos, Balogh Péter, Bódi Pálné, Bodor János, Brandszájz Dénes, Czinder Gáborné, Csekő Ágota, Donáth László, Erdélyi István, Eszes Ferenc, Etsengenet Getscher, Fábry Sándor, Fehértói László, Hamza László, Horváth János, Horváth Mátyás, Jerabek Antal, Kádár Ilona, Karella Easverää, Keleti Pál, Keller Péter, Kevy Ágota, Király Béla, Kovács Józsefné, Kun Gyula, Madary Zsuzsanna, Máthé Béla, Mazaga Ferenc, Mécs József, Miskoviecz Ferenc, Nyári György, Nyári Ottóné, Orosz Miklós, Őrfi Pálné, Pálinkás Sándor, Paulik András, Piros Ferenc, Sárvári Miklós, Scherfer József, Sipos Zoltán, Somogyi Antal, Stahl Károlyné, Székely Dezsőné, Szerdahelyi Ágostonné, Tóth János, Tóth Jánosné, Vadász Anikó.

## Díjak
- 1989: Magyar Filmszemle: Legjobb rendezőnek járó díj Jeles Andrásnak.